# Julia Hütter
Julia Hütter (ur. 26 lipca 1983) – niemiecka lekkoatletka specjalizująca się w skoku o tyczce.
W 2013 ogłosiła zakończenie kariery sportowej.

## Osiągnięcia
- brązowy medal młodzieżowych mistrzostw Europy (Erfurt 2005)
- złoto Uniwersjady (Izmir 2005)
- 6. miejsce podczas halowych mistrzostw Europy (Birmingham 2007)
- dwukrotna halowa mistrzyni Niemiec (2007 i 2008)

## Rekordy życiowe
- skok o tyczce (stadion) – 4,57 (2007)
- skok o tyczce (hala) – 4,60 (2008)

## Progresja wyników
| Rok          | 2004 | 2005 | 2006 | 2007 | 2008  | 2009 | 2010 | 2011 | 2012  |
| Wysokość (m) | 4,00 | 4,30 | 4,52 | 4,57 | 4,60i | 4,35 | 4,50 | 4,50 | 4,40i |